# پاپوآ (استان)
استان پاپوآ (به لاتین: Papua (province)) یک استان در اندونزی است که در منطقهٔ ملانزی (اقیانوسیه) واقع شده‌است.
پاپوآ بزرگترین استان اندونزی می‌باشد.

## خصوصیات
پاپوآ ۳۱۹٬۰۳۶٫۰۵ کیلومترمربع مساحت و ۳٬۴۸۶٬۴۳۲ نفر جمعیت دارد.
این استان بخش‌های بزرگی از نیمهٔ غربی جزیرهٔ گینهٔ نو و جزیره‌های پیرامون آن را شامل می‌شود.
در سال ۲۰۰۳، دولت اندونزی بخشی از مناطق غربی این جزیره را که شامل شبه‌جزیرهٔ دوبرای (سر پرنده) می‌شود را به استانی مستقل به نام ایریان جایای غربی تبدیل کرد که در حال حاضر این استان به پاپوآی غربی تغییر نام داده‌است.

## نگارخانه

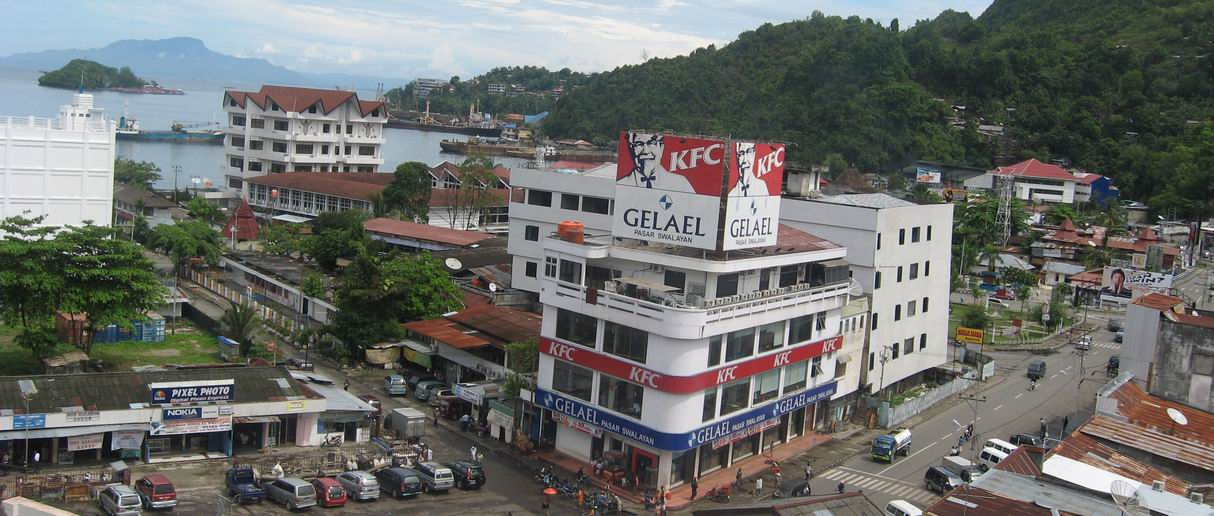